# Diimid siřičitý
Diimid siřičitý je anorganická sloučenina se vzorcem S(NH)2, diiminový derivát oxidu siřičitého. Samotná sloučenina je nestálá, ale její deriváty (S(NR)2, kde R je organická funkční skupina), jsou stálejší a používají se v organické syntéze.

## Organické deriváty

Struktura S(NBu-t)_{2}

Poměrně stálým derivátem je di-t-butyl-diimid siřičitý. Připravuje se reakcí terc-butylaminu s chloridem siřičitým a rozkladem vzniklé sloučeniny o vzorci SN-t-Bu při 60 °C. K přípravě derivátů diimidu siřičitého lze také použít reakce fluoridu siřičitého s aminy. Další možností je transimidace disulfonylsulfodiimidu:
S(NSO2Ph)2 + 2 RNH2 → S(NR)2 + 2 PhSO2NH2
N,N'-Bis(methoxykarbonyl)diimid siřičitý (MeO2C-N=S=N-CO2Me) se získává z methylkarbamátu.

## Struktura a reakce
Deriváty diimidu siřičitého se podobají SO2; mají rovinná C–N=S=N–C centra s lomenými skupinami C–N=S a N=S=N a mnoho různých geometrií na vazbách N=S.
Tyto sloučeniny jsou elektrofilní. Vstupují do Dielsových–Alderových reakcí s dieny. Organolithné sloučeniny s nimi reagují na atomech síry za vzniku dusíkatých aniontů:
R'Li + S(NR)2 → R'S(NR)(NRLi)
Z derivátů diimidu siřičtého lze působením amidů kovů připravit triimidové analogy siřičitanů:
4 LiNHBu-t + 2 S(NBu-t)2 → 2 Li2S(NBu-t)3 + 2 t-BuNH2